# Forallac
Forallac település Spanyolországban, Girona tartományban. Forallac Calonge, Mont-ras, Palafrugell, Palamós, Ullastret, Palau-sator, Torrent, Vall-llobrega, Cruïlles, Monells i Sant Sadurní de l'Heura és La Bisbal d’Empordà községekkel határos. Lakosainak száma 1766 fő (2024).

## Népesség
A település népessége az elmúlt években az alábbi módon változott:
| Lakosok száma | 601  | 1740 | 1371 | 1367 | 1467 | 1746 | 1737 | 1729 | 1687 | 1766 |
|               | 1717 | 1887 | 1936 | 1960 | 1986 | 2004 | 2009 | 2014 | 2019 | 2024 |